# Cease
Cease is een nummer van de Amerikaanse band Bad Religion. Het is het vijftiende nummer van het negende album van de band: The Gray Race. De tekst is afkomstig van vocalist Greg Graffin. De duur van het nummer ligt net iets boven de twee en een halve minuut.

## Albums
Naast het oorspronkelijke album The Gray Race is het nummer ook te beluisteren als zesentwintigste nummer op de dvd Live at the Palladium. Er is ook nog een liveversie van het nummer verschenen als twintigste nummer op het compilatiealbum Punk Rock Songs.
Tevens is er een rustigere versie van het nummer, gespeeld met piano, beluisterbaar op American Lesion, het eerste soloalbum van de zanger en tekstschrijver van het nummer: Greg Graffin.

## Samenstelling
- Greg Graffin - Zang
- Brian Baker - Gitaar
- Greg Hetson - Gitaar
- Jay Bentley - Basgitaar
- Bobby Schayer - Drums